# Úrvalsdeild Karla 1948
La Úrvalsdeild Karla 1948 fue la 37.ª edición del campeonato de fútbol islandés. El campeón fue el KR Reykjavik, que ganó su decimoprimer título.

## Tabla de posiciones
|   | Equipo          | PJ | PG | PE | PP | GF | GC | DG | Pts |
| - | --------------- | -- | -- | -- | -- | -- | -- | -- | --- |
| 1 | KR Reykjavik    | 3  | 2  | 1  | 0  | 7  | 1  | +6 | 5   |
| 2 | Valur Reykjavik | 3  | 1  | 2  | 0  | 5  | 4  | +1 | 4   |
| 3 | Víkingur        | 3  | 1  | 0  | 2  | 5  | 9  | -4 | 2   |
| 4 | Fram Reykjavik  | 3  | 0  | 1  | 2  | 3  | 6  | -3 | 1   |